# نانسي شامبرز
نانسي شامبرز هي ممثلة كندية، ولدت في 1 أكتوبر 1963 في ثاندر باي في كندا.

## وصلات خارجية
- نانسي شامبرز على موقع IMDb (الإنجليزية)
- نانسي شامبرز على موقع ألو سيني (الفرنسية)
- نانسي شامبرز على موقع إن إن دي بي (الإنجليزية)
- نانسي شامبرز على موقع قاعدة بيانات الفيلم (الإنجليزية)